# MEXAS
El Sistema Modular de Blindaje Expandible (MEXAS) es un sistema de blindaje compuesto desarrollado por la empresa alemana IBD Deisenroth Engineering. MEXAS se introdujo en 1994 y se ha aplicado en más de 20.000 vehículos de combate en todo el mundo. El sucesor de MEXAS es el Advanced Modular Armor Protection (AMAP).

## Diseño

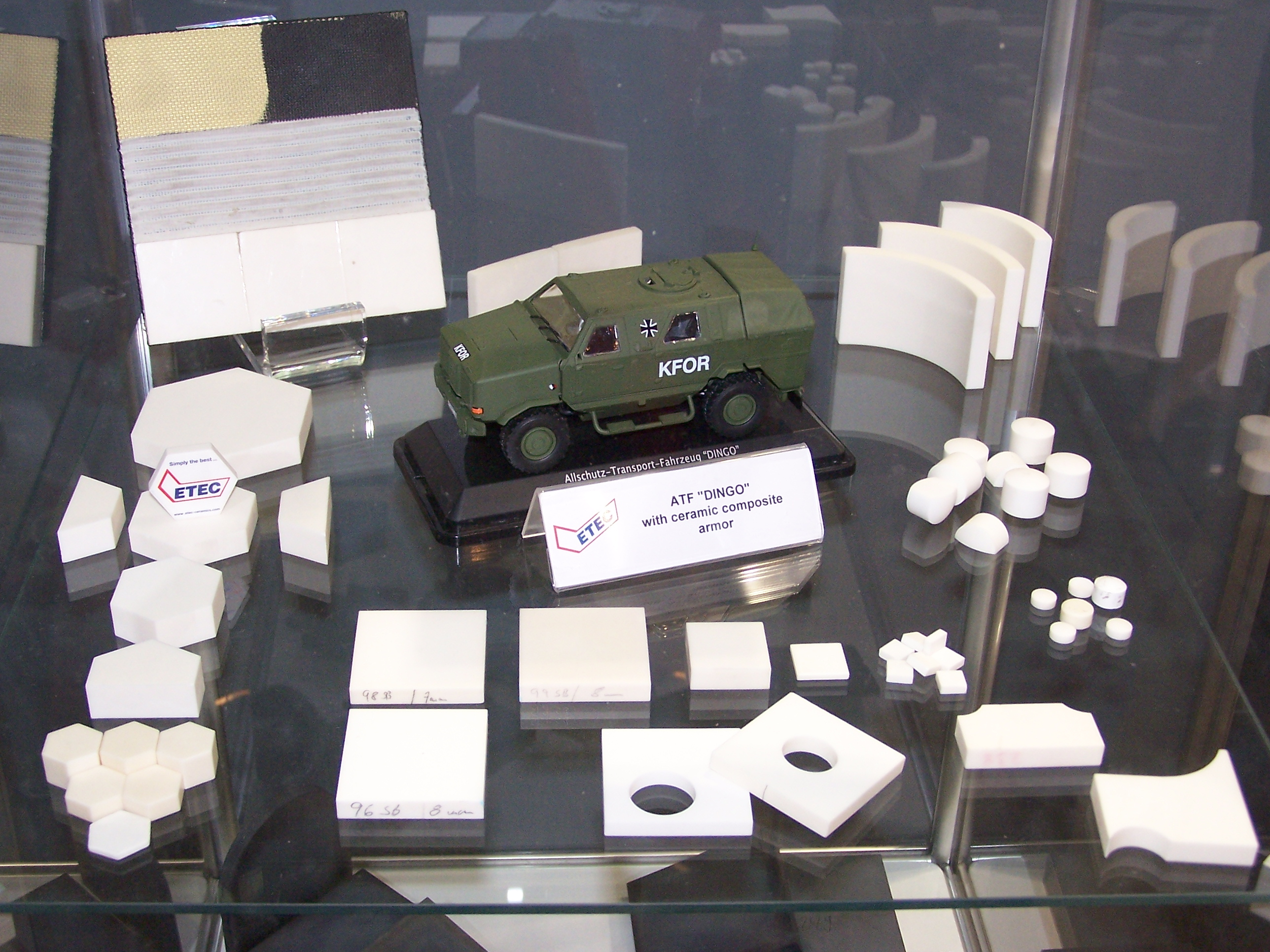
Azulejos de armadura cerámica de MEXAS

El Sistema de Armadura Modular Expandible (MEXAS) fue desarrollado a principios de la década de 1990 por IBD Deisenroth y se utilizó por primera vez en 1994. En 2005 fue reemplazado por el sistema de armadura AMAP de próxima generación, que proporciona una variedad más amplia de opciones de armadura diferentes.
MEXAS se ha comercializado en tres versiones: MEXAS-L (ligero) ofrece protección contra proyectiles de pequeño calibre y también se puede instalar en vehículos de revestimiento blando como camiones militares MAN. MEXAS-M (medio) protege el vehículo contra cañones automáticos y granadas propulsadas por cohete con ojivas HEAT. MEXAS-H se utiliza en vehículos pesados como los principales tanques de batalla. Dependiendo de la versión y el nivel de protección requerido, MEXAS puede proteger contra penetradores de energía cinética como AP de 30 mm,  granadas propulsadas por cohete y minas como la mina TM-46 y TMRP-6. Para alcanzar los diferentes tipos de protección de blindaje deseados, MEXAS es blindaje pasivo o blindaje reactivo no explosivo. La composición exacta de MEXAS está clasificada, pero de acuerdo con los dibujos del fabricante, la versión pasiva de MEXAS consiste en un Nylon especializado en forma de astilla que cubre una capa de baldosas cerámicas (posiblemente materiales como óxido de aluminio, carburo de silicio y carburo de boro dependiendo requisitos del usuario). Detrás de las baldosas de cerámica se instala una capa de respaldo de aramida (por ejemplo, kevlar). MEXAS también incluye spall-liner y dependiendo de los requerimientos del usuario un kit de protección contra minas. La versión de armadura reactiva de MEXAS utiliza varias placas de varias capas espaciadas que consisten en una capa intermedia inerte intercalada entre placas de metal. Durante la penetración de un chorro de carga con forma, el sándwich sobresale de forma similar a la armadura reactiva explosiva (ERA) debido a que la capa intermedia absorbe el impulso del chorro y lo extiende radialmente. Dicha armadura proporciona una mejor cobertura que ERA (hasta el 85-95% de la superficie en comparación con el 30-60%), se puede montar en vehículos con una armadura base muy limitada que no soportaría la explosión de una loseta ERA sin daño y tiene un menor costo del ciclo de vida. MEXAS solo se usa como armadura de aplicación adaptable y generalmente no es la única protección de un vehículo, sino que se superpone al casco del vehículo hecho de aluminio balístico o acero blindado.
Durante el desarrollo del Bionix AFV, la armadura compuesta MEXAS se adaptó al vehículo.
Para cumplir con la protección requerida contra munición de ametralladora pesada disparada desde una distancia de 50 metros (160 pies), IBD y ST Kinetics compararon diferentes opciones. Una placa de 30 milímetros (1,2 pulgadas) de espesor de acero con armadura de alta dureza (HHA) proporciona suficiente protección. Esto se indexó como referencia para calcular la eficiencia de masa y la eficiencia de espesor de diferentes soluciones de blindaje. Utilizando solo 23 milímetros (0,91 pulgadas) de HHA junto con un revestimiento de 10 milímetros (0,39 pulgadas) para absorber los fragmentos, la eficiencia de masa se puede aumentar a 1,2 (la armadura proporciona 1,2 veces más protección que la HHA del mismo peso). El uso de un panel de blindaje MEXAS de 22 milímetros (0,87 pulgadas) en la parte superior de 7,3 milímetros (0,29 pulgadas) de HHA aumenta la eficiencia de masa a 2,5 en comparación con la referencia de HHA. El mejor resultado se logró utilizando un panel de blindaje MEXAS de 20 milímetros (0,79 pulgadas) de espesor sobre una placa HHA de 7,3 milímetros (0,29 pulgadas) equipada con un revestimiento de 10 milímetros (0,39 pulgadas) en el interior - una eficiencia de masa de 3,5; sin embargo, el mayor espesor disminuyó la eficiencia del espesor a 0.8 en comparación con los otros diseños de armadura probados.
El Stryker puede equiparse con una armadura de aplicación MEXAS para brindar protección contra rondas HMG de 14,5 mm. En 2001 se descubrió que la composición química de algunas baldosas cerámicas había sido alterada sin notificar al Ejército de los EE. UU. Y subcontratistas no autorizados suministraron las baldosas cerámicas. La cantidad de diferentes variaciones de baldosas permitidas por el Ejército se superó drásticamente: en lugar de un número aprobado de seis variaciones, el Stryker utilizó 39 después de someterse a varios cambios de diseño. Esto dio lugar a que los primeros Strykers requirieran una placa de acero de 3 milímetros (0,12 pulgadas) de espesor adicional. Sin embargo, según IBD Deisenroth, todos los cambios se habían comunicado a General Dynamics, pero General Dynamics no informó al Ejército. Ulf Deisenroth, presidente de IBD, afirmó que nunca se le informó que el Ejército solo permitía seis variaciones de baldosas de cerámica. Posteriormente se cambió el proveedor de las baldosas cerámicas para solucionar estos problemas.

## Aplicaciones
MEXAS se utiliza en varios vehículos del ejército alemán como el ATF Dingo , Fuchs 1A7 o el Panzerhaubitze 2000. Algunas versiones del Leopard 2 utilizan blindaje MEXAS-H en el casco. Previo al despliegue en misiones de mantenimiento de la paz, vehículos de diferentes países han sido equipados con MEXAS. Los camiones M113 noruegos y MAN alemanes han sido equipados con MEXAS antes de su despliegue en la KFOR. Algunos Leopard 1, M113 y LAV-25 canadienses se han actualizado con MEXAS. Los Leopard 1 canadienses sin protección se han utilizado en la KFOR y como parte de la ISAF en Afganistán. Otros vehículos protegidos por blindaje MEXAS incluyen versiones del sueco Pansarbandvagn 302 y CV 90, el austriaco ASCOD, el Véhicule de l'Avant Blindé, el Textron M1117 , el  Coyote, el ST Kinetics Bionix AFV y el Stryker estadounidense.

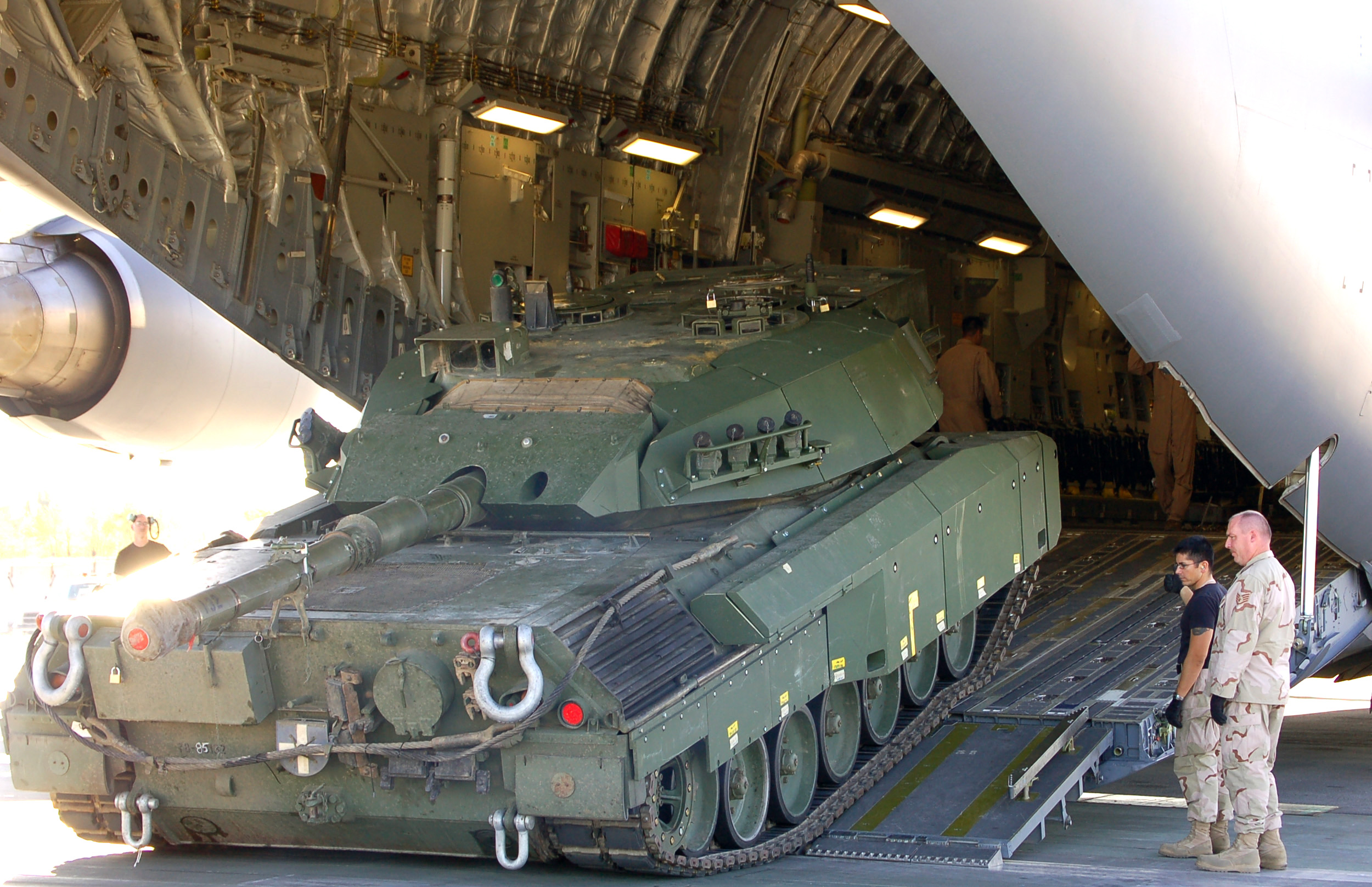
Leopard C2 canadiense fuertemente blindado con MEXAS-M desplegado en Afganistán
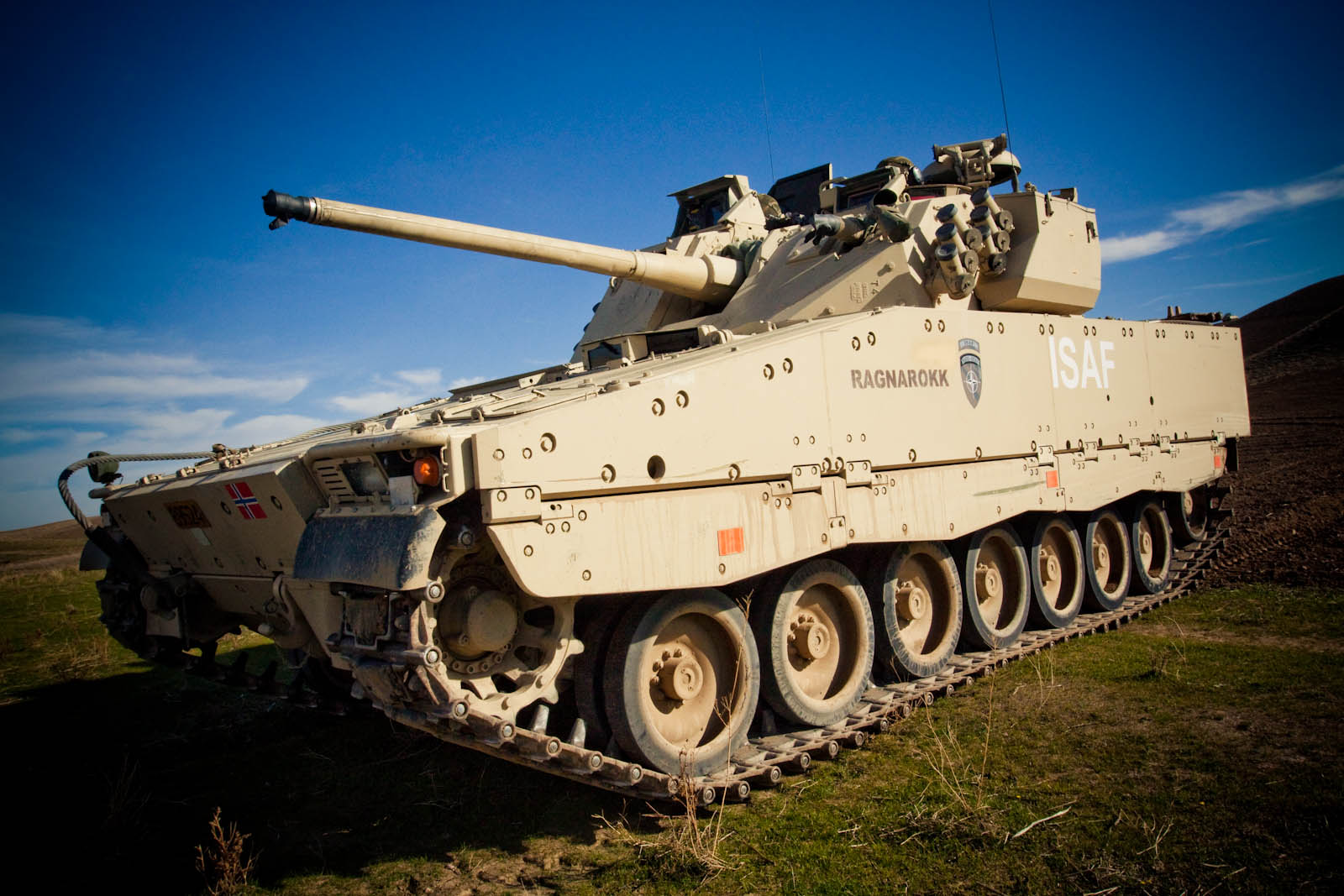
Algunos CV 90 CV 90 como este CV9030N están equipados con MEXAS
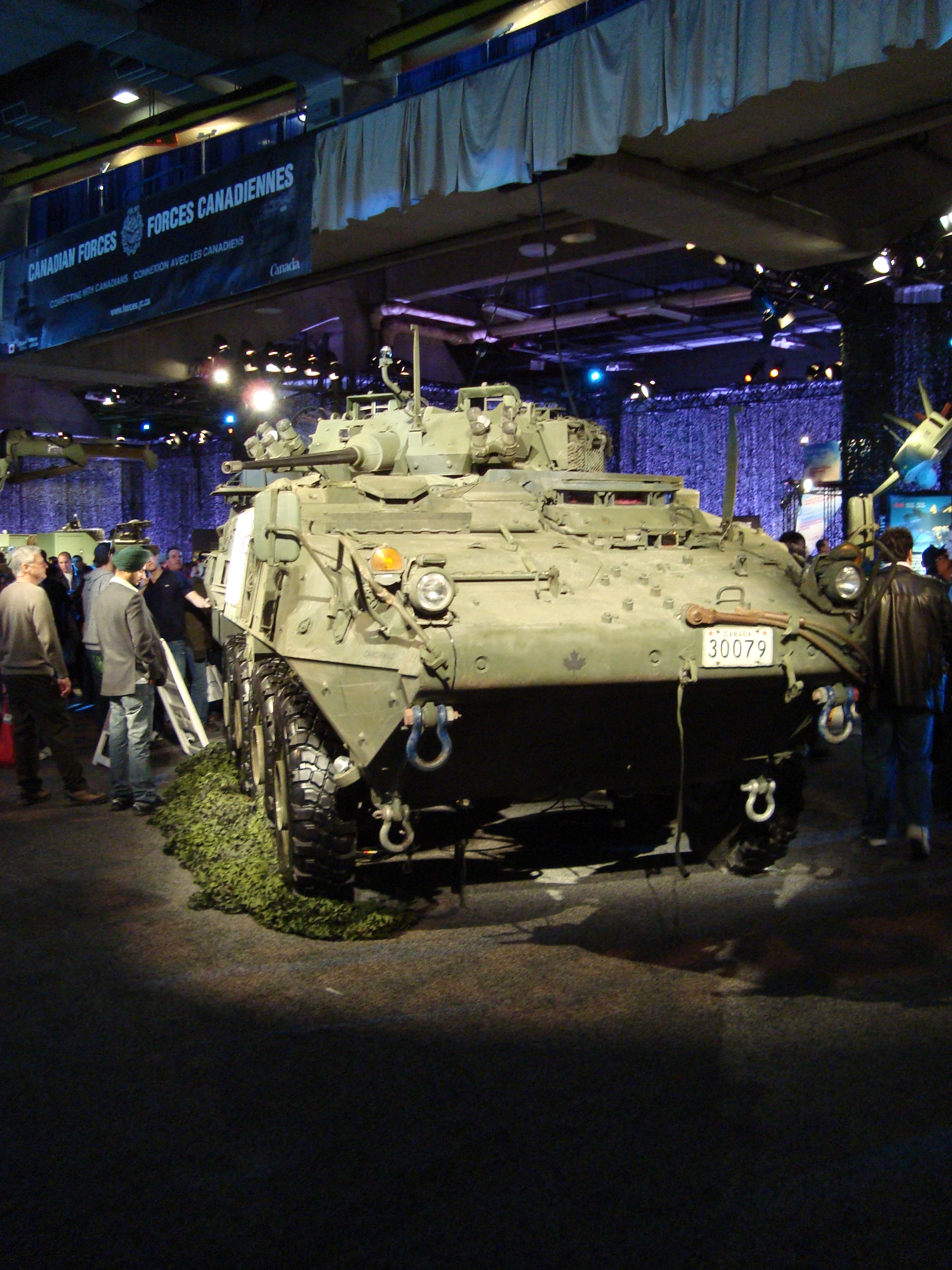
Vehículo LAV III utilizando MEXAS
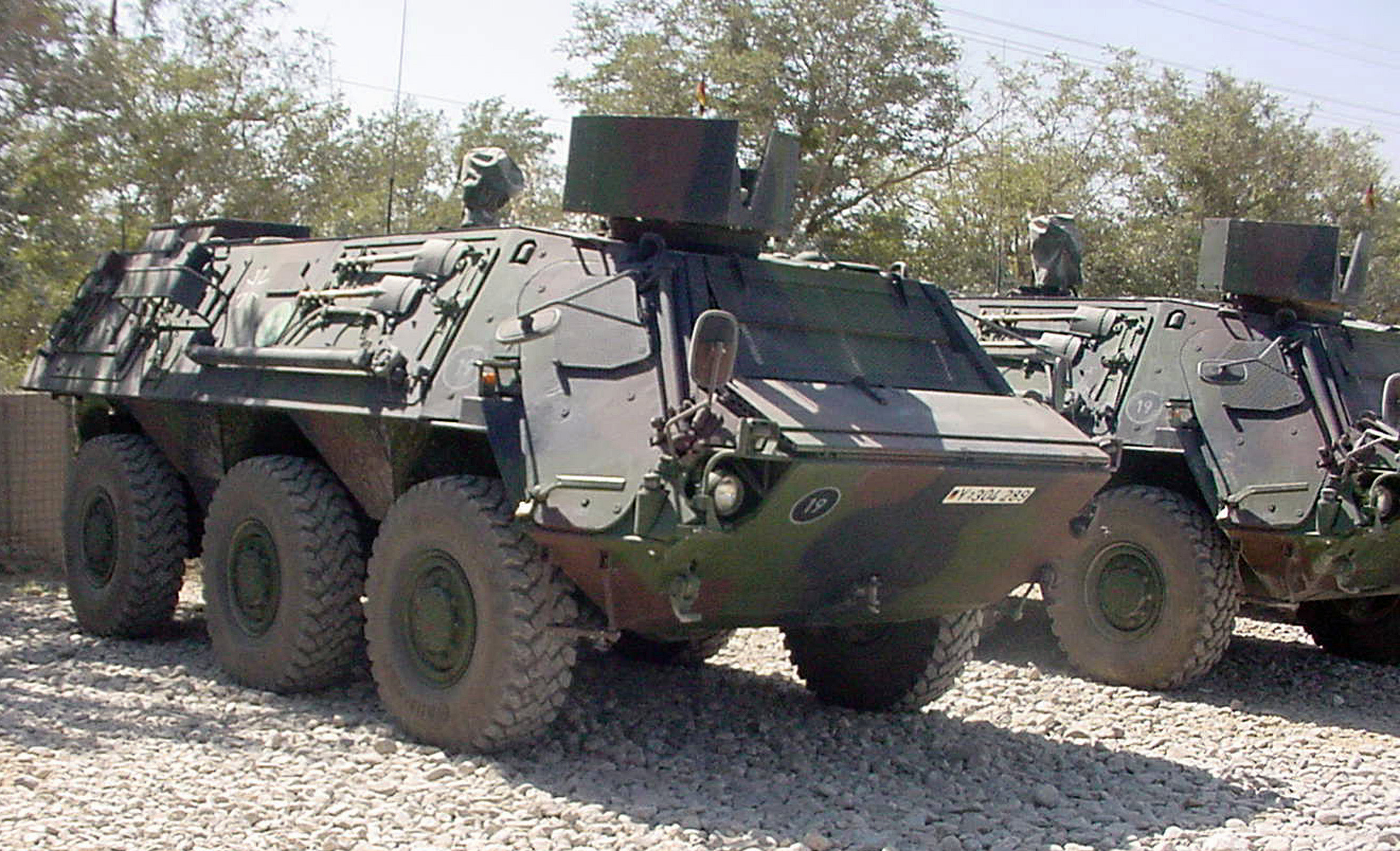
Fuchs alemán equipado con MEXAS ubicado en Afganistán durante la Guerra de Afganistán (2001-2014) Operación Libertad Duradera
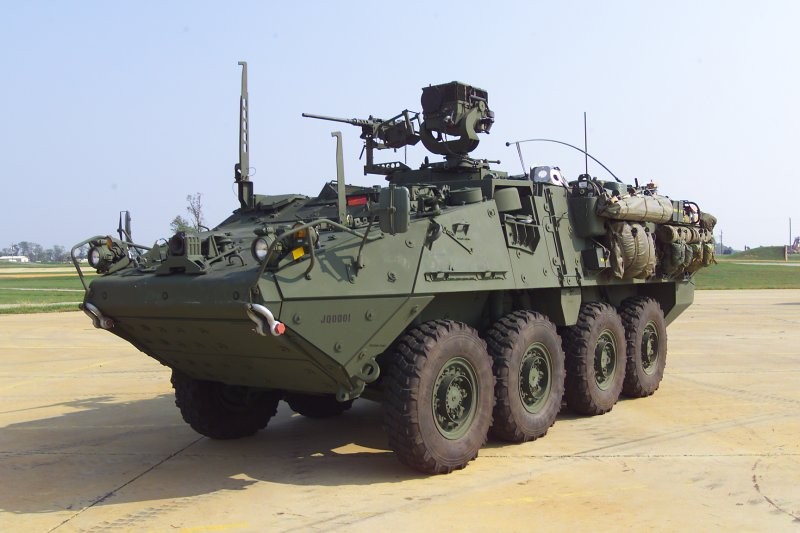
El Stryker de EE. UU. Puede equiparse con MEXAS para resistir el fuego de HMG
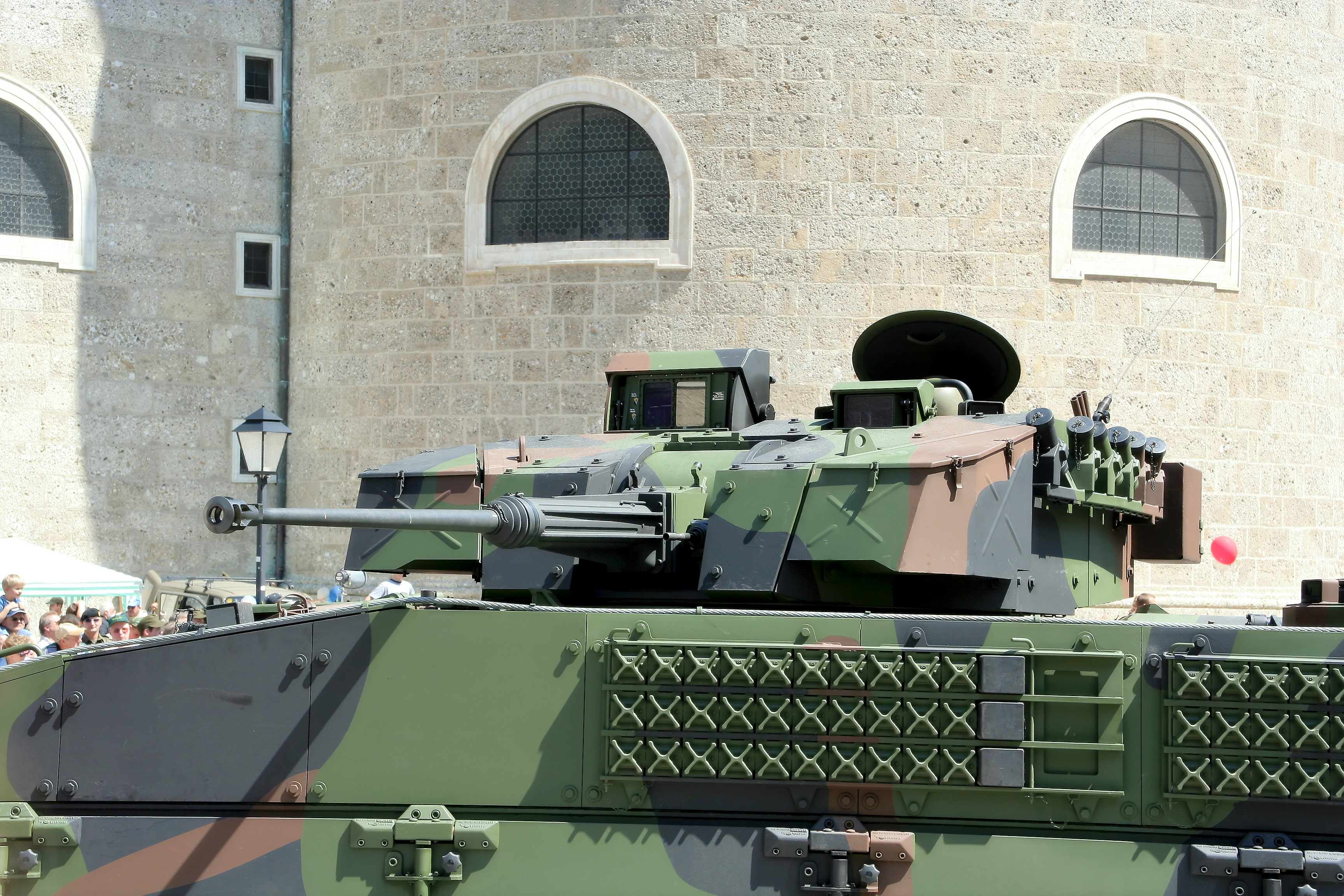
Los pernos que sostienen los paneles de blindaje MEXAS son claramente visibles en este Ulan
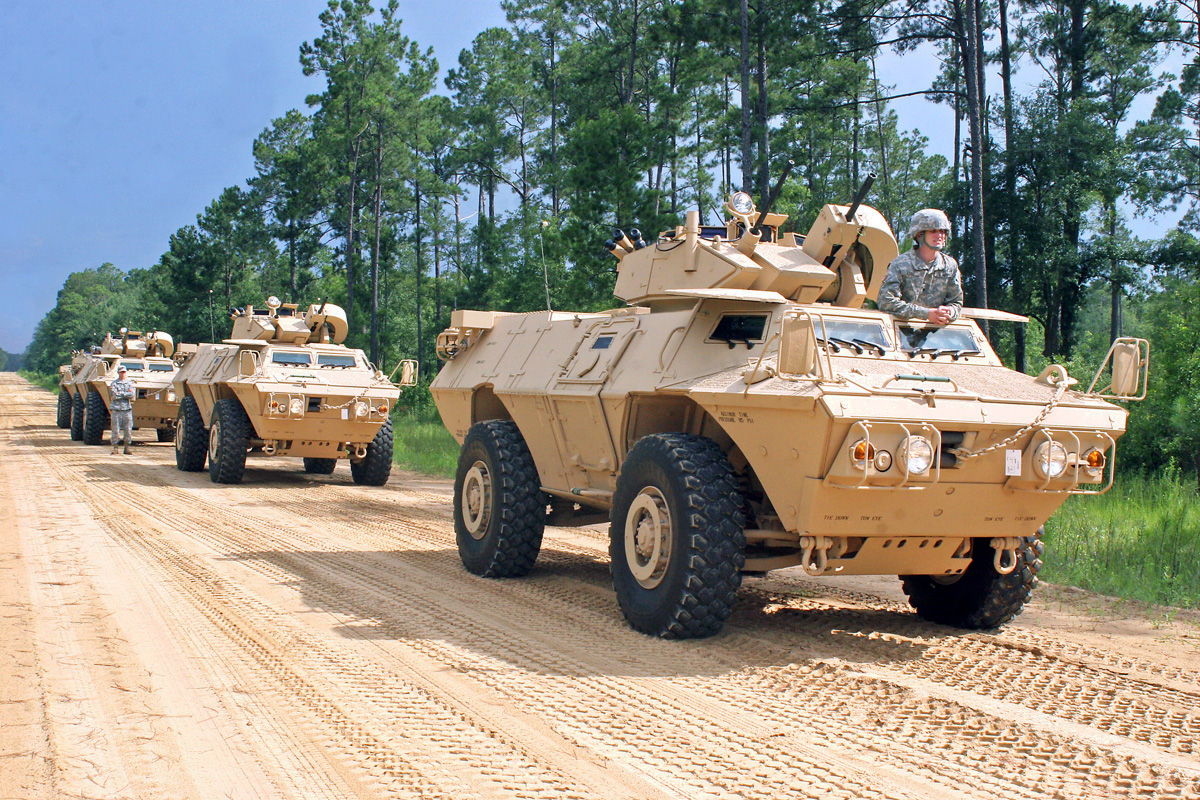
El M1117 ASV utiliza MEXAS para protección balística y de minas